# Карпин Василь Іванович
Василь Іванович Карпин (нар. 15 жовтня 1967 р., с. Більче, Стрийський район, Львівська область) — радянський та український футболіст, що виступав на позиції нападника.
Рекордсмен дрогобицької «Галичини» за кількістю проведених ігор і забитих голів на професійному рівні. Один із найкращих гравців в історії команди. Відрізнявся високою стартовою швидкістю, стрибучістю, самовідданістю та відчуттям гольової ситуації.

## Життєпис
Василь Карпин народився 15 жовтня 1967 року в селі Більче, але футбольну освіту здобув у Дрогобицькій дитячо-юнацькій спортивній школі під керівництвом тренерів В. М. Максимова та Ю. М. Максимова. Також він займався у шкільній спортивній секції середньої школи № 2, якою керував Хосе Турчик.
У дитинстві Василь Карпин мріяв виступати за львівські «Карпати».

### Дорослий футбол
У 17-річному віці Карпин отримав запрошення до місцевого «Авангарду», який тоді тренував Я. Є. Дурибаба. Разом із командою він виступав у чемпіонатах Львівської області та Чемпіонаті УРСР серед колективів фізичної культури, провівши у своїй першій дорослій команді п’ять сезонів, протягом яких забив близько 60 голів.
У 1987 році в складі «Авангарду» Василь Карпин став фіналістом Кубка УРСР серед КФК. За весь розіграш кубка він виходив на поле лише кілька разів, але відзначився вирішальним третім голом у чвертьфіналі проти надвірнянської «Бистриці».
Згодом на базі «Авангарду» створили новий «Нафтовик» (1989), який очолив Хосе Турчик. Карпин приєднався до цієї команди.
Пізніше в Дрогобичі з’явилася нова команда — «Галичина», яка успадкувала від СКА «Львів» місце у Другій лізі СРСР. Карпин отримав шанс проявити себе на професійному рівні, але, не витримавши конкуренції, відправився у аматорські «Каменяр» із Борислава та «Спартак» із Самбора.
У квітні 1991 року Карпин приєднався до польського клубу ЯСК «Ярослав», який тоді виступав у Третій лізі Польщі. Того ж року він повернувся до України, де дебютував за дрогобицьку «Галичину» в Другій лізі СРСР. Відігравши 5 матчів і не забивши жодного гола, він повернувся до Польщі, де продовжив виступи за ЯСК «Ярослав».
У вересні 1992 року Карпин повернувся до Дрогобича, де нарешті зміг закріпитися в «Галичині». У першому сезоні він зіграв 31 матч і забив 12 голів. У «Галичині» Василь Карпин провів свої найкращі ігрові роки. І в сезоні 1993/94 він став найкращим бомбардиром Другої ліги України, забивши 20 голів у 40 матчах.
Паралельно з виступами Карпин здобув вищу освіту в Дрогобицькому державному педагогічному інституті на фізико-математичному факультеті. Також він отримав перший юнацький розряд з акробатики.
Наприкінці березня 1996 року Василь Карпин пішов на підвищення до Першої ліги, уступивши місце у стартовому складі Олегу Яремчуку, батькові Романа Яремчука. У чортківському «Кристалі» він провів 30 матчів і забив 5 голів.
У грудні 1996 року Карпин повернувся до Дрогобича, де виступав за «Галичину» до січня 1999 року. Потім він перейшов до абаканської «Реформації», яка під керівництвом президента Руслана Белосевича, вихідця із Західної України, заявилася до Другої ліги Росії.
У 2000 році Карпин повернувся до Дрогобича, де з перервами виступав за «Галичину» до 2003 року, доки клуб не втратив професійного статусу.

### Після завершення кар’єри
Після завершення футбольної кар’єри Василь Карпин отримав посаду в Дрогобицькій міській раді, ставши у 2004 році головним спеціалістом відділу сім’ї, молоді, спорту і туризму. Згодом він обійняв посаду начальника відділу фізичної культури і спорту виконавчих органів Дрогобицької міської ради. Пізніше Карпин перейшов на тренерську роботу в місцевій ДЮСШ.

## Досягнення
- «Авангард»
  -  срібний призер Чемпіонату Львівської області (1986)
  -  фіналіст Кубка УРСР серед КФК (1987)
- «Галичина»
  - найкращий бомбардир Другої ліги —  20 голів (1993/1994)

## Статистика

### Загальна
| 85    | Ам | «Авангард» Дрогобич | ?  | 9  |
| 86    | Ам | «Авангард» Дрогобич | ?  | 15 |
| 87    | Ам | «Авангард» Дрогобич | ?  | 16 |
| 88    | Ам | «Авангард» Дрогобич | ?  | 12 |
| 89    | Ам | «Авангард» Дрогобич | ?  | 8  |
| 90    | Ам | «Каменяр» Борислав  | 34 | 23 |
| 90    | Ам | «Спартак» Самбір    | 19 | 11 |
| 90/91 | 3л | JKC Ярослав         | 19 | 10 |
| 91    | 2л | «Галичина» Дрогобич | 5  | 0  |
| 91/92 | 2л | JKC Ярослав         | 22 | 7  |
| 92/93 | 2л | JKC Ярослав         | 4  | 0  |
| 92/93 | 2л | «Галичина» Дрогобич | 31 | 12 |
| 93/94 | 2л | «Галичина» Дрогобич | 40 | 20 |
| 94/95 | 2л | «Галичина» Дрогобич | 34 | 8  |
| 95/96 | 2л | «Галичина» Дрогобич | 20 | 10 |
| 95/96 | 1л | «Кристал» Чортків   | 17 | 3  |
| 96/97 | 1л | «Кристал» Чортків   | 13 | 2  |
| 96/97 | 2л | «Галичина» Дрогобич | 8  | 1  |
| 97/98 | 2л | «Галичина» Дрогобич | 29 | 4  |
| 98/99 | 2л | «Галичина» Дрогобич | 14 | 11 |
| 99    | 2л | «Реформація» Абакан | 28 | 4  |
| 00/01 | 2л | «Галичина» Дрогобич | 26 | 8  |
| 01/02 | 2л | «Галичина» Дрогобич | 27 | 9  |
| 02/03 | 2л | «Галичина» Дрогобич | 14 | 5  |

Таблиця взята з українського футбольного статистичного сайту, але скоригована згідно з офіційним сайтом ФФУ.

### «Галичина» Дрогобич
У чемпіонатах СРСР зіграв 5 ігор.
У чемпіонатах України зіграв 243 гри (рекорд команди).
Забитих голів у чемпіонатах України — 87 (рекорд команди).
У розіграшах Кубка України зіграв 11 ігор (рекорд команди).
Забитих голів у розіграшах Кубка України — 1.
У розіграшах кубка другої ліги зіграв 1 гру.
Усього на професійному рівні за «Галичину» зіграв 260 ігор (рекорд команди).
Усього на професійному рівні за «Галичину» забив 88 голів (рекорд команди).